# Arena rock
Arena rock (também conhecido como stadium rock e melodic rock e as vezes referido como sinônimo de AOR (abreviação de album-oriented rock) é um estilo musical, subgenêro do rock. Foi estabelecido por bandas da década de 1970 (comumente bandas de heavy metal, hard rock e rock progressivo). Arena Rock é definido quando tem um grande público no show. Os shows são sempre em arenas e estádios. Uma das outras características são: bombas de fumaça, luzes ou lasers no espetaculo, amplificadores largos e telas de video. Também as guitarras pirotecnicas.

## História
A origem da Arena Rock teve nos anos 60 e 70, com bandas de sucesso como Pink Floyd, The Beatles, The Rolling Stones, Led Zeppelin, The Who, Yes, Emerson, Lake & Palmer, Genesis, Deep Purple e Black Sabbath. Essas bandas faziam shows em estádios e arenas do mundo inteiro. O formato foi firmemente estabelecido por bandas como Bon Jovi, Boston, Styx, Foreigner, Kiss, Slade, Journey, Toto, Queen, Kansas, Heart, REO Speedwagon, Asia, Peter Frampton, U2, Electric Light Orchestra, Muse, Night Ranger, Van Halen, Metallica, Cheap Trick e Def Leppard.